# Yalgo
Yalgo ist sowohl eine Gemeinde (französisch commune rurale) als auch ein dasselbe Gebiet umfassendes Departement im westafrikanischen Staat Burkina Faso, in der Region Centre-Nord und der Provinz Namentenga. Die Gemeinde hat in neun Dörfern und fünf Sektoren des Hauptortes 31.889 Einwohner.